# Causes de la Segona Guerra Mundial
La Segona Guerra Mundial va involucrar diverses nacions i es va lliurar en diferents llocs i fronts, separats entre si per grans distàncies. Encara que les causes per a l'inici d'hostilitats varien en cada front; històricament, la Invasió de Polònia de 1939 i l'Atac a Pearl Harbor el 1941 són considerats els detonants de la guerra a Europa i Àsia, respectivament. Al Japó, la primera i la Segona Guerra Mundial solen estudiar-se juntament amb la Segona Guerra sinojaponesa o fins i tot amb esdeveniments anteriors; des d'aquest punt de vista, el detonant de la guerra a Àsia hauria estat l'Incident del pont de Marco Polo el 1937 o l'Incident de Mukden el 1937.

## Causes de la guerra a Europa
Per la crisi de 1929, la Segona Guerra Mundial a Europa sol ser considerada com una continuació de la Primera Guerra Mundial, ja que aquesta va deixar moltes disputes sense resoldre. No obstant això, el nazisme no sols es limità a recuperar els territoris perduts per l'Imperi alemany el 1918, sinó que també planejà annexar grans extensions de territori de l'est, destruint el bolxevisme en el procés; i impulsà operacions d'extermini ètnic, dins dels territoris ocupats per Alemanya.
La fi de la Primera Guerra Mundial es coronà amb el Tractat de Versalles. En vista que els Aliats no havien entrat a Alemanya encara i la monarquia havia estat deposada, els líders alemanys van creure que el seu país tenia bases per negociar un tractat de pau que seguís els Catorze punts del President Wilson. Aquesta esperança no es va veure realitzada, i el Tractat de Versalles despullà l'Imperi Alemany de les seves colònies i de territori a l'est i a l'oest. Això generà ressentiment al poble alemany, que va començar a considerar que els grups polítics alemanys que havien participat en la Revolució de novembre, que havia precipitat la caiguda de la monarquia i la signatura de l'armistici de Compiègne, eren els responsables de la crisi econòmica i política que en va seguir. Aquest sentiment després es plasmà en la llegenda de la punyalada a l'esquena, que va ser utilitzada pels militars alemanys per culpar els socialistes, comunistes i jueus de la derrota alemanya en la guerra.

Mapa d'Europa el 1923, quan les fronteres nacionals estaven definides

La Primera Guerra Mundial no sols modificà les fronteres alemanyes, ja que l'Imperi austrohongarès i el rus també van sofrir enormes pèrdues territorials. Àustria i Hongria se separaren, i les seves possessions al nord i al sud d'Europa es reorganitzaren sota la forma de dues noves nacions: Txecoslovàquia i Iugoslàvia. A l'est, la Rússia bolxevic va perdre el control dels estats bàltics i hagué de fer front a una sagnant Guerra Civil russa. Del Tractat de Versalles van sorgir llavors onze nous estats, que havien de servir com a barreres contra l'expansió germànica i soviètica.
Més dramàtic fou el renaixement de Polònia. Les esferes d'influència russa i polonesa van xocar el 1919, ja que cada bàndol intentava ocupar la major quantitat de territori, i començà així la Guerra polonesosoviètica. Polònia evità ser derrotada a l'últim moment; i tots dos bàndols, exhausts, van cessar les hostilitats. No obstant això, tant Alemanya com la Unió Soviètica continuaven desitjant una revisió dels tractats de pau. A més, igual que Txecoslovàquia i Iugoslàvia, Polònia contenia importants minories ètniques als seus territoris: alemanys, ucraïnesos, etc., que no se sentien representades pels seus governs. Eventualment, aquestes minories contribuirien al desmembrament dels seus estats.
Encara que la Triple Entesa va humiliar a Alemanya, la majoria del territori perdut era poc productiu; i el nucli industrial alemany romangué intacte. Aquest factor, sumat a la seva posició geogràfica i la importància de la seva població, va atorgar a la nació alemanya un gran potencial industrial. Explotant això al seu favor, els alemanys, en el futur, buscarien recuperar-se.

### La República de Weimar
La República de Weimar és el nom històric que rep l'estat alemany durant el període d'entreguerres. Fou una república parlamentària en què el canceller exercia com a cap de govern. No obstant això, si el Reichstag resultava incapaç de formar un govern, el president podia designar-ne un. Aquest poder especial del president jugaria un paper clau en els darrers anys de la república, i ajudaria a Hitler a pujar al poder.
Aquesta república va néixer per accident; no era producte d'un consens entre totes les forces polítiques i les classes socials alemanyes. Els líders socialdemòcrates alemanys estaven estudiant la possibilitat de proclamar una monarquia constitucional quan els arribà la notícia que els esquerrans, liderats per Rosa Luxemburg i Karl Liebknecht, eren a punt de proclamar una república soviètica. El 9 de novembre de 1918, de manera precipitada, van proclamar la república; després, però, van haver de carregar amb la responsabilitat del Tractat de Versalles.

#### Inestabilitat política alemanya

Principals partits polítics alemanys en les eleccions parlamentàries. Des de 1930, la democràcia parlamentària alemanya deixà de funcionar a causa de la gran quantitat de forces polítiques presents al Reichstag

No obstant això, aquest acte dels socialdemòcrates no calmà la Lliga Espartaquista, que insistia a crear un estat socialista. Per complicar les coses, en tornar els veterans de guerra a les seves llars, molts d'ells es van unir als Freikorps, grups paramilitars de dreta. Als carrers van esclatar llavors enfrontaments entre els grups de dreta i esquerra. L'aixecament de gener de 1919 del Partit Comunista d'Alemanya va espantar els dirigents de la República, que ja havien forjat un pacte amb l'exèrcit per prevenir l'arribada del bolxevisme. Així, recolzats pel govern i els militars, els Freikorps eliminaren l'aixecament armat esquerrà, i Rosa Luxemburg i Karl Liebknecht foren assassinats. Tot i que a primera vista l'exèrcit havia demostrat ser fidel a la República, aquesta impressió era errònia; un any després, el mateix oficial que comandà les tropes que van salvar la República dels espartaquistes, va liderar el cop de Kapp, un cop de dreta amb l'objectiu de restaurar la monarquia. Malgrat que el cop de Kapp va fracassar, els esdeveniments posteriors demostrarien que l'antirepublicà Cos d'oficials alemany era tan independent del govern en les seves accions que s'havia convertit en un "estat dins de l'estat".
El 1923, després que Alemanya es retardés en el pagament de les indemnitzacions de guerra, els francesos van ocupar el Ruhr, important regió industrial i minera. Després que la resistència passiva fracassés, el govern alemany va reiniciar els pagaments, la qual cosa ocasionà que la moneda alemanya es devalués dràsticament i que la classe mitjana gairebé desaparegués. Com era esperable, l'agitació política va prendre els carrers de nou; i al novembre d'aquest any, el Partit Nacional Socialista dels Treballadors Alemanys, amb prou feines conegut fora de Baviera, donà cop d'estat a Múnic, que fou sufocat ràpidament. Aquest esdeveniment, gairebé usual en els primers anys de la República, va fer famós el seu líder, Adolf Hitler; i el seu partit, més conegut com el Partit Nazi, va passar a tenir rellevància nacional.

#### El fracàs de la democràcia i la Gran Depressió
En finalitzar la Primera Guerra Mundial, gairebé totes les petites nacions d'Europa oriental havien introduït sistemes democràtics. No obstant això, a l'inici de la Segona Guerra Mundial, aquests sistemes havien estat reemplaçats per governs autoritaris. La manca d'experiència democràtica d'aquests pobles, la pressió de les minories ètniques, l'alta despesa militar i els conflictes religiosos foren unes de les raons que van fer sucumbir els governs democràtics de l'Europa oriental. Igual d'important fou la indiferència de les democràcies occidentals a la constant interferència d'Alemanya i la Unió Soviètica en els afers de nacions que, en part, havien ajudat a crear; finalment, aquestes últimes acabaren sucumbint a la influència germana.
L'arribada de la Gran Depressió el 1929 catalitzà la fi de la democràcia en uns països, incloent-hi la República de Weimar. A inicis d'aquest any, la inestabilitat política de la república semblava ser cosa del passat. Els socialdemòcrates estaven recuperant els vots perduts després del Tractat de Versalles, i els nazis eren una petita minoria al Parlament. A més, Àustria i Alemanya rebien préstecs nord-americans que, juntament amb el comerç extern, constituïen la principal força motriu de la seva economia. No obstant això, l'arribada de la Gran Depressió motivà la suspensió d'aquests préstecs, i va llançar les nacions germanes a una nova crisi econòmica; milers de treballadors van ser acomiadats i importants bancs van començar a col·lapsar. La caiguda del comerç extern mundial, per motiu de la recessió, acabà per aprofundir la catàstrofe alemanya. Els milers d'aturats, un 45% de la població activa, foren llavors sòl fèrtil per al discurs incendiari de Hitler.

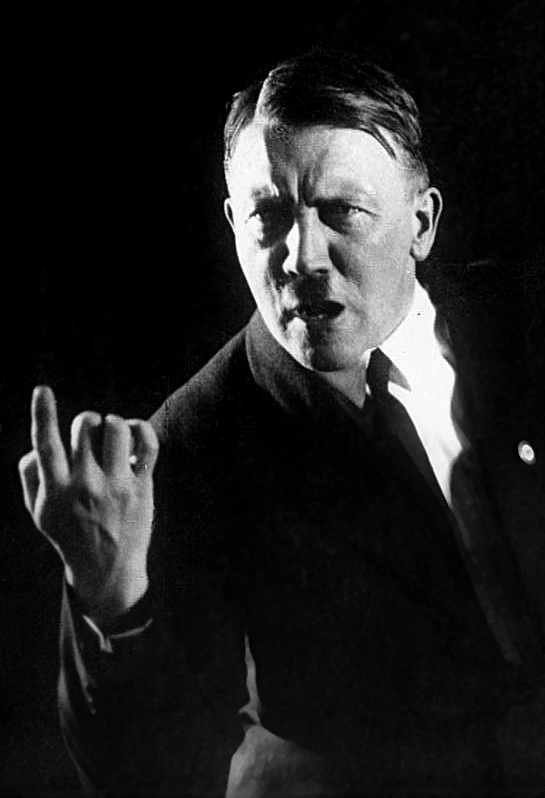
El discurs incendiari de Hitler fou més exitós durant la Gran Depressió

En les eleccions parlamentàries d'Alemanya de 1930, els nazis van aconseguir 107 escons al Parlament, i esdevingueren el partit més votat després dels socialdemòcrates. Enmig de la crisi, el poble alemany va acudir als partits més radicals, ja que els comunistes també van experimentar un guany important i es van convertir en el tercer partit nacional. Amb aquests resultats, les forces democràtiques foren incapaces d'aconseguir la majoria parlamentària necessària per governar, i des del 1930, el president Paul von Hindenburg començà a governar per decret, seleccionant el canceller sense aprovació del Parlament. El gener de 1933, l'excanceller Franz von Papin pogué convèncer el senil Hindenburg que si nomenava canceller a Hitler, aconseguiria acorralar-lo. Hitler fou nomenat canceller el 31 de gener de 1933, i en poc temps pogué neutralitzar Papin i escombrà els últims vestigis de democràcia, amb la complicitat de l'exèrcit, i obtingué la llibertat necessària per iniciar el seu programa polític.
La Gran Depressió no sols va desestabilitzar el govern alemany; a Àustria, el canceller Engelbert Dollfuss utilitzà aquest escenari de catàstrofe econòmica per executar la "Llei habilitant econòmica per a temps de guerra", promulgada el 1917, en plena Primera Guerra Mundial. A punt de perdre la seva majoria parlamentària, va suspendre el Parlament, aplicà la censura en la premsa, va dissoldre el poder judicial i prohibí els partits polítics opositors. Àustria va entrar en una etapa anomenada Austrofascisme, que destruiria la democràcia austríaca i facilitaria l'entrada d'aquest estat a l'esfera d'influència alemanya.
L'ascens dels nazis al poder va impulsar l'aparició de moviments similars en diferents estats d'Europa oriental. A Hongria va aparèixer el Partit de la Cruz Flechada, a Polònia la ONR-Falanga, a Romania la Guàrdia de Ferro i a Txecoslovàquia la Guàrdia de Hlinka. Tots aquests moviments eren antisemites. Al 1938, l'única democràcia saludable a l'Europa oriental era Txecoslovàquia.

### Expansionisme, apaivagament i aïllacionisme

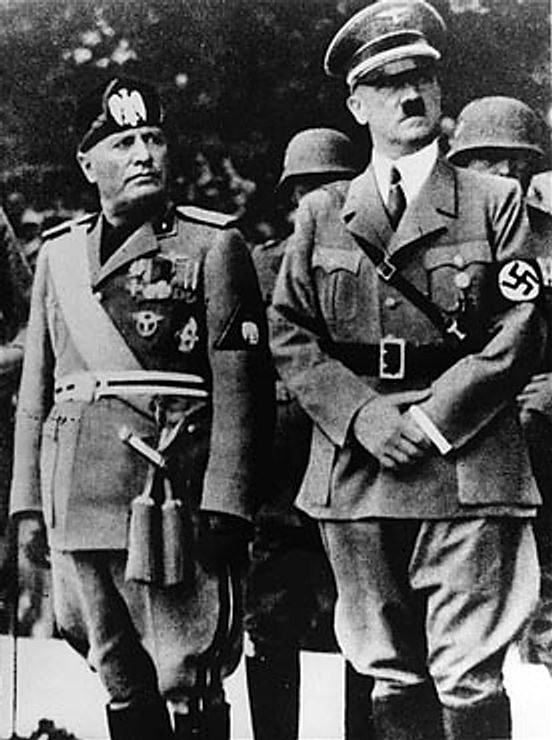
Tot i que l'amenaça de lAnschluss feu que inicialment Mussolini veiés Hitler com una amenaça, el caràcter revisionista de les seves polítiques exteriors acabarien convertint-los en aliats

Les idees geopolítiques de Karl Haushofer van tenir gran influència en Hitler, específicament la teoria de l'«espai vital». Mentre que l'opinió pública alemanya desitjava restablir les fronteres prèvies a la guerra a l'est, els nazis anaven més lluny. Ells clamaven que Alemanya havia de modificar les fronteres nacionals perquè inclogueren tots els alemanys ètnics, i que havien de conquistar-se nous territoris a l'est d'Europa, desplaçant els pobles eslaus, que eren considerats genèticament inferiors per Hitler. Alemanya es convertiria així en un imperi continental, evitant un xoc directe amb Occident, i acabaria amb el bolxevisme rus i els jueus en el procés.
Alemanya no era l'únic estat europeu que desitjava revisar les fronteres. Al sud, Benito Mussolini somiava recrear l'Imperi romà; i planejava la conquesta de l'Imperi d'Etiòpia, nació membre de la Lliga de Nacions. Quan Hitler arriba al poder, Mussolini intenta apropar-se al Regne Unit i França, formant part del Front de Stresa per encarar les intencions alemanyes d'annexar a Àustria. No obstant això, aquest front era feble i va col·lapsar quan Itàlia finalment envaí Etiòpia, a l'octubre de 1935. Amb aquesta campanya, Mussolini planejava preparar el seu exèrcit per fer una futura política exterior agressiva i fer-se un lloc entre les potències mundials. França i el Regne Unit van reaccionar tímidament a aquesta invasió, van imposar un inefectiu embargament econòmic, i, sense desitjar-ho, van encoratjar Alemanya perquè continués desafiant-los. Després de la participació italiana en la Guerra Civil espanyola, els britànics van començar a considerar Itàlia un oponent i, al seu torn, Mussolini començà a realitzar plans per combatre'ls en una futura guerra.
D'altra banda, l'arribada del "nacionalsocialisme" (els nazis) al poder portà una milloria en les relacions exteriors de la Unió Soviètica. Les relacions amb els Estats Units, França, Polònia i Itàlia es van reactivar, i la nació euroasiàtica entrà a la Lliga de Nacions al setembre de 1934. Maxim Litvinov esdevingué llavors una de les principals veus contra l'expansionisme nazi; no obstant això, Stalin no estava interessat a combatre directament Alemanya. Preocupat que esclatés una rebel·lió durant la guerra, Stalin inicià una sèrie de purgues; i mentre cridava a les nacions occidentals a fer front als nazis, alhora mantenia converses amb aquests últims.

#### Fracassos de l'apaivagament

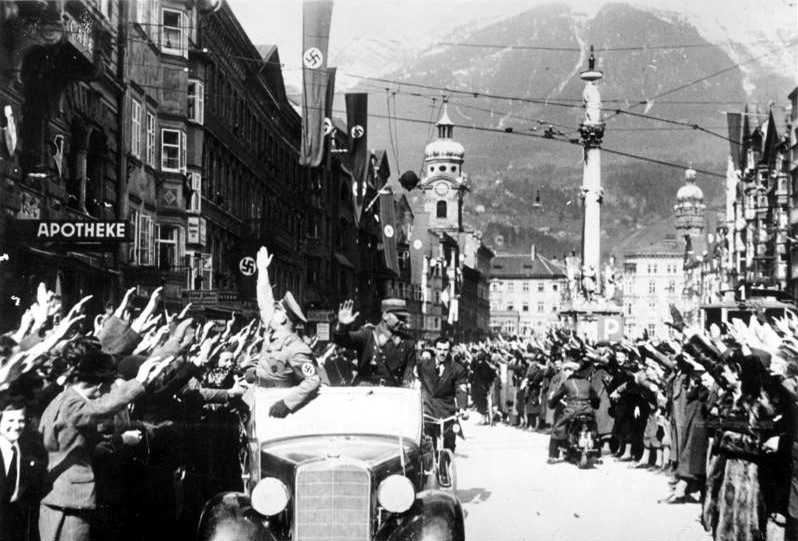
Tropes alemanyes són rebudes a Innsbruck durant l'annexió d'Àustria

El 16 de març de 1935, Hitler repudià la clàusula de desarmament del Tractat de Versalles, al·legant que França no l'estava respectant. Es reinstaurà el servei militar obligatori i l'Exèrcit alemany començà a expandir-se. Malgrat el rearmament, Hitler feu discursos amb trets pacifistes per calmar el govern britànic, i va aconseguir l'Acord naval anglogermànic, que li va permetre expandir l'Armada i reiniciar la construcció de submarins. Aquest acord no tenia l'aprovació de França i Itàlia, i això fou una de les causes que feren fracassar el Front de Stresa.
El 7 de març de 1936, mentre el Regne Unit i França es trobaven distrets en conflictes interns i la Guerra a Etiòpia, Hitler ordenà la remilitarització de Renània per una força simbòlica. Tot i que Hitler havia ordenat la retirada en cas que els francesos responguessin, i encara que el president francès, Albert Sarraut, havia anunciat dies abans que no permetria aquesta maniobra, cap dels signants del Tractat de Locarno es molestà a complir la seva paraula. Aquesta fou una de les primeres victòries alemanyes obtingudes gràcies a la política d'apaivagament, que aconsellava realitzar les concessions que fossin necessàries davant els nazis, amb l'objectiu de mantenir la pau a Europa.
La política d'apaivagament havia estat batejada per Neville Chamberlain, primer ministre britànic, que en fou el principal seguidor. Chamberlain sabia que l'opinió pública britànica i francesa s'oposaria fortament a una nova guerra a Europa, especialment si començava per conflictes a Europa central. A més, va determinar correctament que el vast Imperi britànic no tenia forces suficients per fer front a una guerra amb Alemanya, i un probable xoc amb Itàlia i Japó simultàniament. En la Primera Guerra Mundial, sota falses promeses d'independència, el Regne Unit havia compensat la seva inferioritat numèrica en fronts llunyans recorrent a líders nadius; però ara era més probable que aquestes forces indígenes s'aixequessin en contra seva, com efectivament va ocórrer a l'Iraq. A més, l'apaivagament trobava suport en aquells que consideraven que el Tractat de Versalles havia estat injust amb Alemanya; i que els nazis es tornarien més dòcils si les seves exigències inicials, que consideraven raonables, foren respostes. D'altra banda, molts anticomunistes occidentals consideraven que una Alemanya forta era la millor garantia contra l'expansió del comunisme soviètic.
Després de la Guerra a Etiòpia, s'agreujà el distanciament entre Occident i Itàlia, i això motivà un acostament d'aquesta última a Alemanya. L'11 de juliol del 1936, el ministre de Relacions Exteriors italià, Galeazzo Ciano, arribà a un acord amb Alemanya respecte a l'"Anschluss". El 26 d'octubre es creà l'Eix Roma-Berlín, un tractat simbòlic per Mussolini, que serví per fer semblar dèbil la causa francesa, defensora del statu quo. Fou llavors que Bèlgica es declarà neutral, creient poder escapar d'una futura guerra, però la seva declaració només serví per comprometre els plans de defensa francesos. En finalitzar la conquesta italiana d'Etiòpia, la credibilitat de la Societat de Nacions estava per terra i Hitler es va sentir amb prou confiança per procedir contra Àustria.

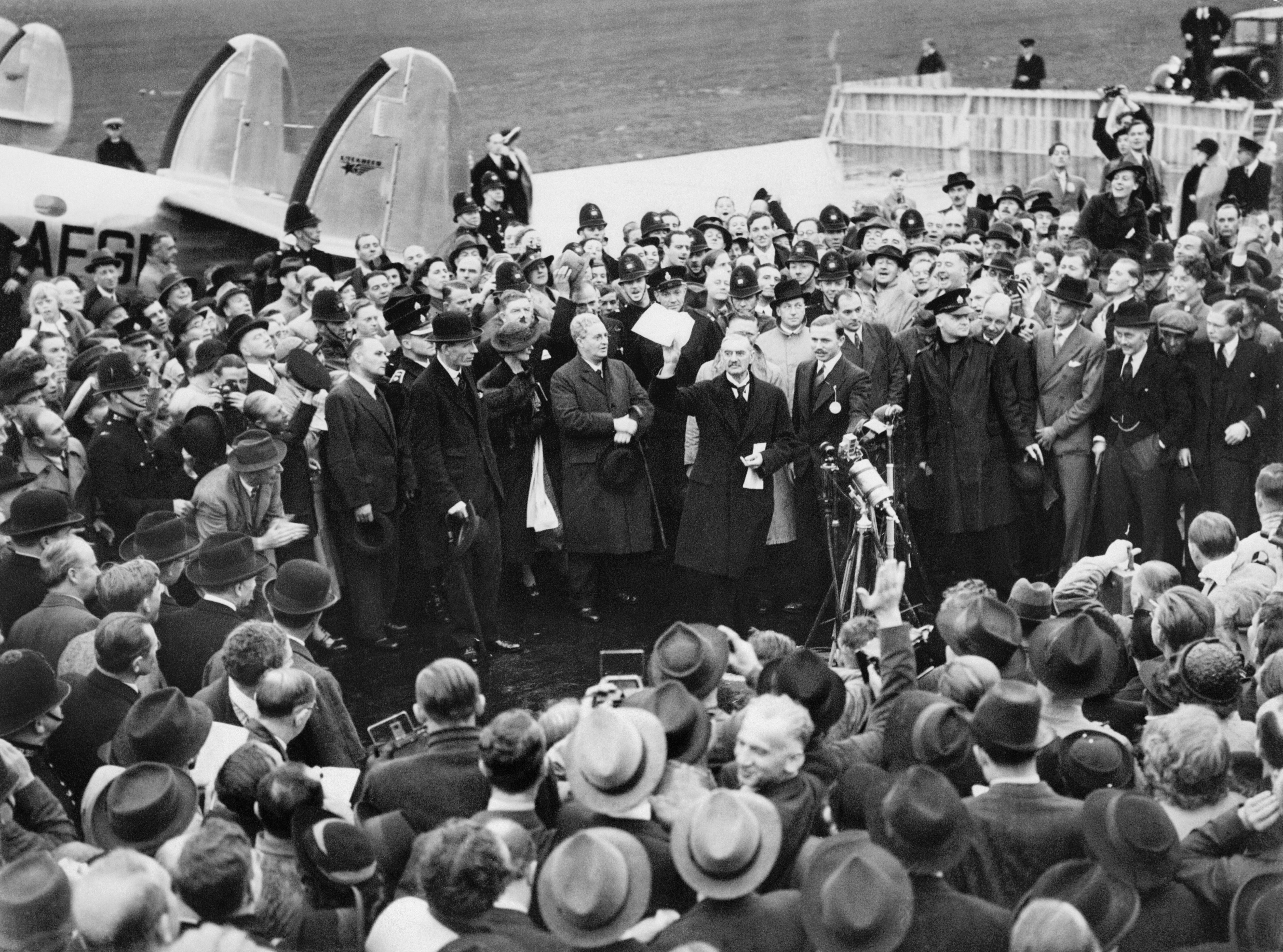
El primer ministre britànic Chamberlain mostra els documents signats en la Conferència de Múnic, i clama haver aconseguit la "pau dels nostres temps". Hitler no respectaria els acords, i la guerra esclataria en menys d'un any

A la fi del 1936, Hitler, desitjós d'iniciar la cerca de l'"espai vital" alemany a l'est, cercà el suport del Regne Unit per a aquesta causa, sense èxit. Durant 1937, Hitler estigué ocupat nazificant l'exèrcit i l'economia, però en iniciar-se 1938 començà a pressionar al canceller austríac Kurt Schuschnigg perquè renunciés. Alemanya mobilitzà el seu exèrcit a la frontera, i sota amenaça de ser envaït, Schuschnigg renuncià l'11 de març. Immediatament, el nazi austríac Arthur Seyß-Inquart es va declarar nou canceller i aprovà l'entrada de tropes alemanyes a Àustria. Tot i que Mussolini oferí al govern britànic ressuscitar el Front de Stresa per detenir Hitler, a canvi de concessions colonials; Anthony Eden va respondre protestant per la intervenció italiana en la Guerra Civil espanyola. El 13 de març, Hitler declarà a Àustria part del Tercer Imperi alemany.
Finalitzada la crisi a Àustria, s'origina una altra, aquesta vegada a Txecoslovàquia. Durant la creació d'aquest estat el 1919, alguns alemanys ètnics, que habitaven la regió dels Sudets, van quedar dins de les seves fronteres. Ara, aquests alemanys sumaven 3,5 milions, i Hitler, invocant el dret d'autodeterminació dels pobles, denunciava la suposada persecució d'aquesta minoria, alhora que mobilitzava els seus exèrcits a la frontera txecoslovaca. Pressionat pels britànics, el govern txecoslovac d'Edvard Beneš inicià negociacions amb els alemanys dels Sudets, liderats pel nazi Konrad Henlein; aquest, però, sota ordres de Hitler, s'encarregà d'estancar-les. Chamberlain es reuneix llavors amb Hitler, que li exigeix la secessió dels Sudets el 22 de setembre. Els txecoslovacs refusen cedir, malgrat que França s'havia negat a defensar-la, renegant del Tractat Francotxecoslovac, signat el 1924. És llavors quan Mussolini proposa la realització d'una conferència per solucionar la crisi dels Sudets.
La Conferència de Múnic es feu amb la presència de Hitler, Mussolini, Chamberlain i el primer ministre francès, Daladier; però els txecoslovacs no hi foren convidats. El 30 de setembre es va signar l'Acord de Múnic, en què es decidia l'annexió dels Sudets per Alemanya. Polònia va aprofitar l'oportunitat per obtenir la cessió txecoslovaca de Těšín, malgrat els advertiments soviètics d'anul·lar el pacte de no-agressió signat el 1932. Per la seva banda, Hitler va prometre no realitzar més demandes territorials a Europa; per això Chamberlain va tornar eufòric a Anglaterra, i anuncià davant una multitud, que acabava d'assegurar la pau a Europa.

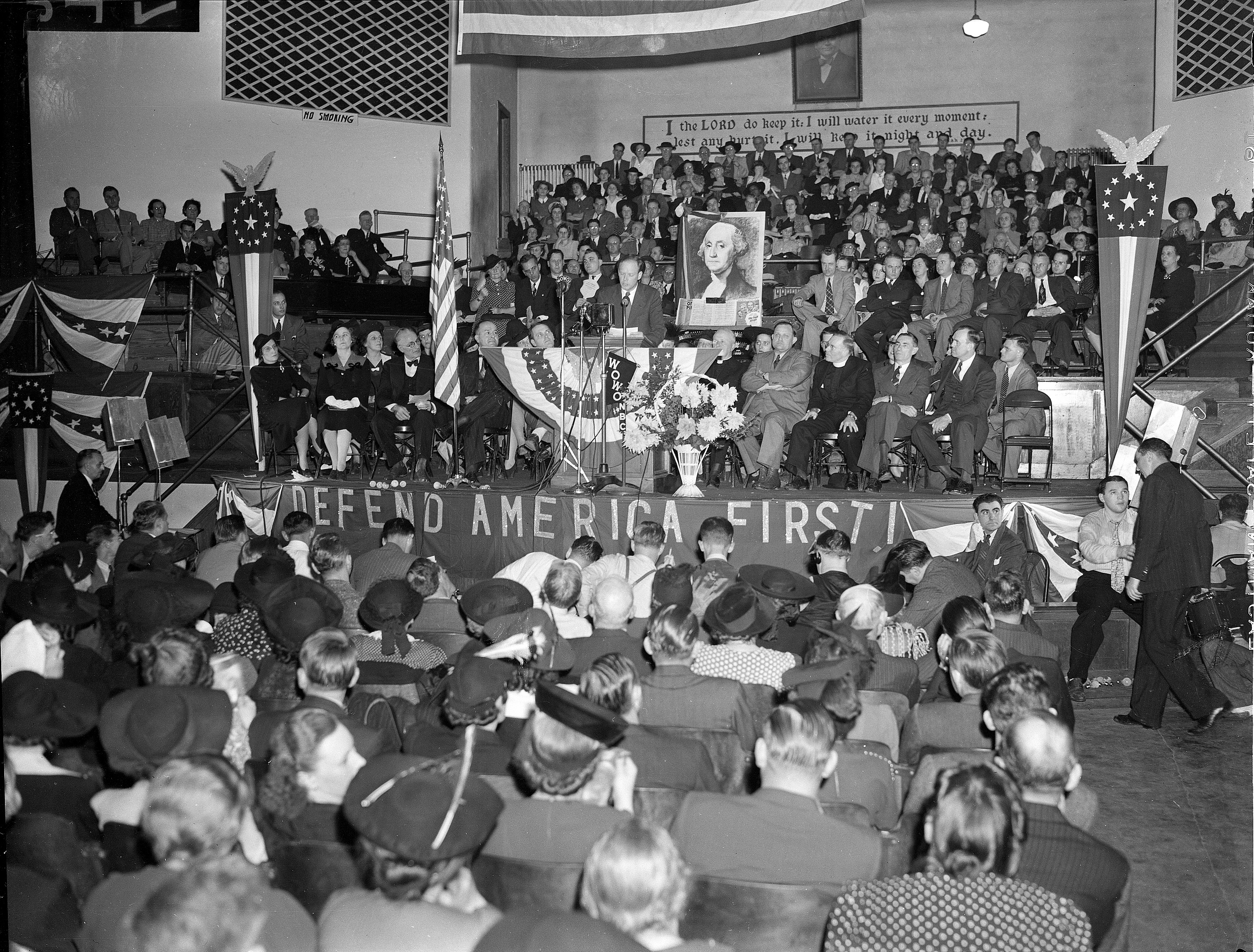
El famós aviador nord-americà Charles Lindbergh parla en una reunió del Comitè Amèrica Primer, principal organització aïllacionista

Txecoslovàquia va perdre 30.000 km² de territori, i la major part del seu cinturó defensiu, la qual cosa motivà la renúncia de Beneš. La victòria política de Chamberlain fou efímera, ja que, sota aquestes condicions, aquest estat quedava extremament vulnerable davant Alemanya. Dos mesos després, Hongria demandà a Txecoslovàquia territoris habitats per magiars. Alemanya hi va intervenir organitzant el Primer arbitratge de Viena, en què Hongria guanyà uns 12.000 km². El 13 de març de 1939, Hitler pressionà el líder eslovac Jozef Tiso, perquè declarés la independència d'Eslovàquia. Llavors, el nou president txecoslovac, Emil Hácha, va ser portat a Berlín, i sota amenaça de bombardejar Praga, fou obligat a signar una sol·licitud d'incorporació a Alemanya. De les restes de Txecoslovàquia van néixer el Protectorat de Bohèmia i Moravia i l'estat Eslovac, tots dos, estats titelles germànics. Fou llavors que va quedar en evidència el fracàs de la política d'apaivagament, i els governs de França i el Regne Unit van decidir finalment que no havien de realitzar més concessions a Hitler, ratificant les seves garanties de seguretat a les potencials properes víctimes alemanyes, Polònia, Grècia i Romania.

Tard, el Regne Unit i França s'adonaren que Alemanya volia estendre's territorialment. Mentrestant, a l'altre costat de l'Atlàntic, la nació que havia ajudat les democràcies europees en la guerra anterior, Estats Units, es trobava embardissada en una disputa interna entre aïllacionistes i intervencionistes; disputa que tranquil·litzà els governs de Roma i Berlín. En una reunió, realitzada a l'octubre de 1938, Ribbentrop assegurà a Ciano que la conducta nord-americana durant la crisi dels Sudets li havia demostrat que els Estats Units no intervindrien en una futura guerra europea. El moviment aïllacionista nord-americà havia guanyat molt de suport polític en els anys 1930; després que una comissió del Senat hagués insinuat que la participació del seu país en la "Gran Guerra" havia estat per motius econòmics. A més, molts nord-americans creien que l'última guerra havia estat iniciada per conflictes entre imperis, i també criticaven el Tractat de Versalles. L'expansió d'Alemanya no va canviar l'opinió pública, ja que un mes abans que esclatés la guerra, el 92% dels nord-americans rebutjava la hipotètica participació seva. Sota aquesta pressió popular es van promulgar les Lleis de neutralitat, que imposaven restriccions a la venda de material de guerra a les nacions bel·ligerants i semblaven garantir l'absència nord-americana en l'imminent conflicte europeu.

### Preparatius per a la guerra
Polònia fou el següent blanc de l'Alemanya Nazi. El 20 de març de 1939, Hitler feu un discurs demanant un pas pel corredor polonès, per connectar Prússia Oriental amb la resta d'Alemanya, així com l'annexió de la ciutat lliure de Danzig. L'endemà passat, pressionà a Lituània perquè cedís la ciutat de Memel, actual Klaipėda. El Regne Unit hi reaccionà el 6 d'abril anunciant un acord militar bilateral amb Polònia. Molts van considerar que això representava la fi de la política d'apaivagament, però en realitat Chamberlain encara no es resignava a anar a la guerra amb Alemanya. Ni França ni Anglaterra tenien una estratègia d'ajuda immediata; i la Unió Soviètica, l'únic estat que semblava poder brindar assistència militar ràpida a Polònia, era rebutjat per aquesta, que temia per la seva autonomia.